# Vuolsi così colà dove si puote

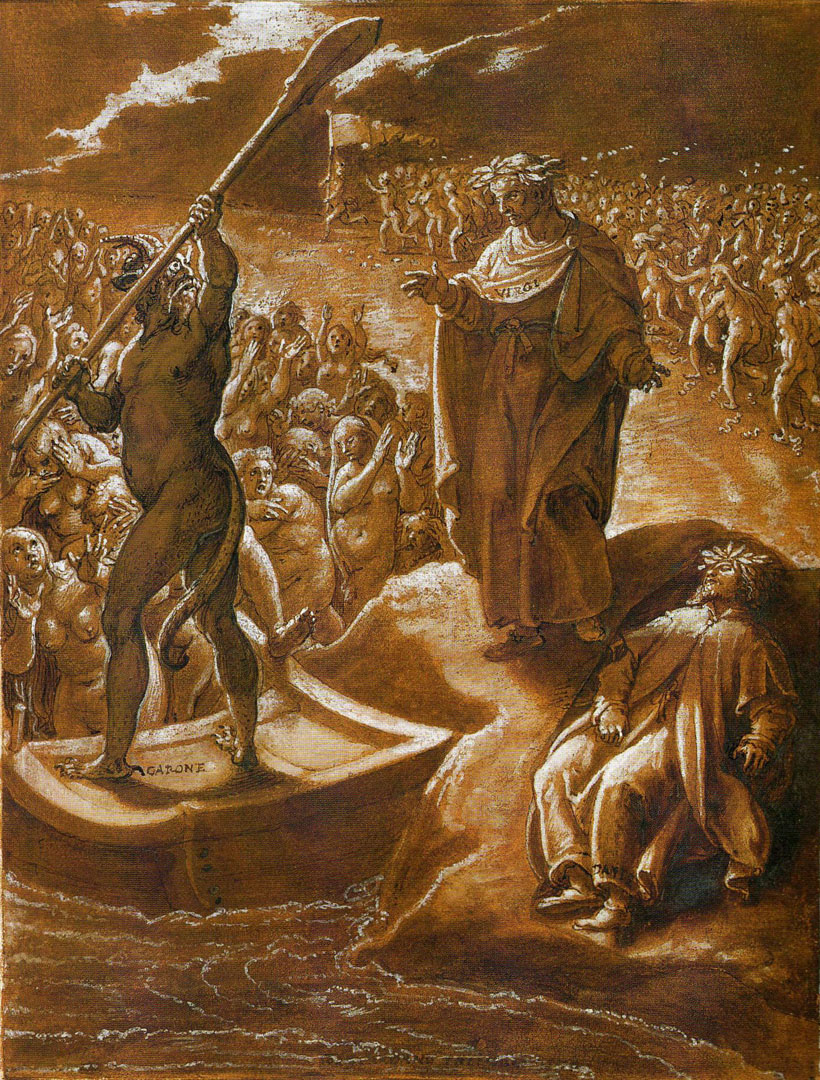
Virgilio rimprovera Caronte, illustrazione di Giovanni Stradano

Vuolsi così colà dove si puote è una celebre espressione mutuata dalla Divina Commedia di Dante Alighieri. La pronuncia Virgilio, guida di Dante nel viaggio nell'aldilà, per quietare gli spiriti infernali che protestano al passaggio dei due visitatori, in particolar modo contro Dante stesso che è persona vivente; l'accettazione da parte dei diavoli del passaggio dei due visitatori dopo la formulazione dell'esorcismo indica anche la loro sottomissione alla legge divina, di cui sono anch'essi esecutori.

## Significato
L'espressione completa è "Vuolsi così colà dove si puote / ciò che si vuole, e più non dimandare"; essa viene ripetuta da Virgilio nell'Inferno per due volte in maniera esattamente uguale e per una terza volta con qualche variazione. La perifrasi "colà dove si puote ciò che si vuole" indica il Paradiso, dove si trovano coloro che vogliono il viaggio di Dante.
Il significato in prosa è più o meno "Questa è la volontà di chi detiene il potere, non chiedere altro" (si vuol così, là dove si può). Nel linguaggio comune l'espressione viene usata per indicare (anche in maniera sarcastica) la volontà di qualcuno che non può essere messa in discussione, cioè l'ordine di un superiore che ha il potere ultimo di decisione, contro il quale ogni lamentela è inutile, sottintendendo quindi una gerarchia inoppugnabile. Il "colà" inteso come luogo dove si decide, assomiglia per analogia a quello dell'espressione della cosiddetta "stanza dei bottoni".
Sul piano filosofico, a cui fa da sostrato la concezione tomistica di Tommaso d'Aquino, indica l'immediatezza con la quale in Dio si identificano la Volontà e la Potenza, e dunque l'assoluta libertà con cui l'Onnipotente attua i suoi propositi: Dio può ciò che vuole, a differenza dell'agire dell'uomo che invece ha bisogno di esplicare nel tempo la realizzazione dei suoi fini, servendosi di qualcosa di diverso da questi, cioè di strumenti intermedi, attuando qualcosa in vista di altro.

## Occorrenze e funzioni

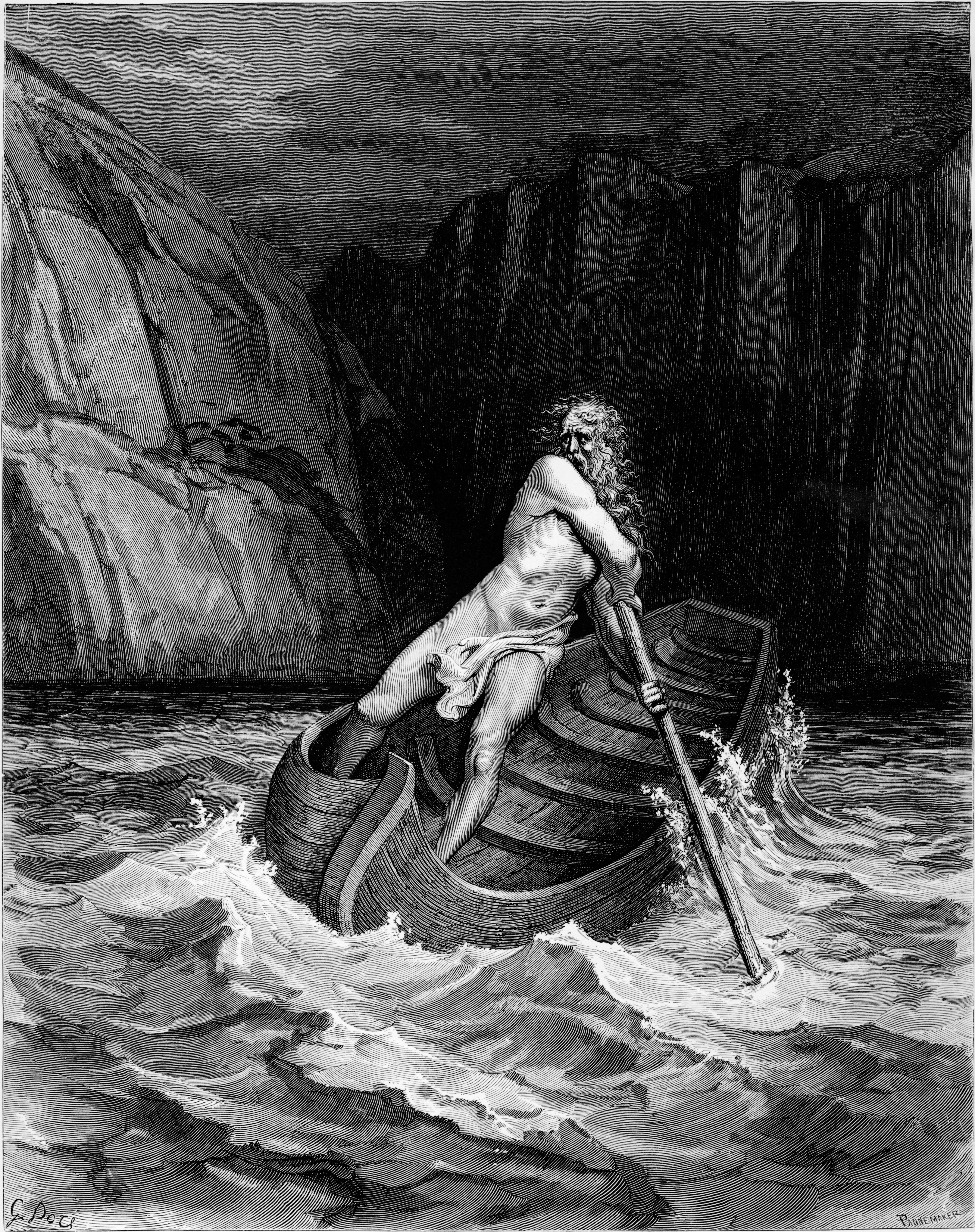
Caronte, illustrazione di Gustave Doré

Questo verso, più un emistichio, presenta una struttura retorica molto densa: una epanadiplosi tra "vuolsi" e "si vuole", con l'allitterazione del gruppo "si". In base a ciò il "così" funge da anello, incatenando "Vuolsi" con "colà". Uno degli effetti che il Poeta ottiene da questa combinazione è senz'altro quello della velocità, in modo da zittire subito le proteste di Caronte, che infatti fermerà le "lanose gote".
L'espressione viene usata per la prima volta nei confronti di Caronte:
(Inf. III 94-96)
La seconda volta viene rivolta a Minosse:
(Inf. V 22-24)
La terza, con qualche variazione, a Pluto:
(Inf. VII 8-12)
cioè si vuole lassù dove l'Arcangelo Michele vendicò la ribellione degli angeli, cioè in Paradiso.
In ognuno di questi casi le parole hanno l'effetto di calmare immediatamente i mostri, i quali si ammansiscono facendo passare i due pellegrini.

## Datazione dell'Inferno
Questo verso ha anche un importante ruolo nella datazione della stesura e della diffusione della cantica dell'Inferno, essendo la prima trascrizione (con tutta la terzina del Canto III) di un passo della Divina Commedia. Essa fu rinvenuta nella coperta membranacea di un registro di atti penali bolognese, redatto nel primo semestre del 1317 da un certo Tieri di Gano degli Useppi, notaio originario di San Gimignano, in un'epoca nella quale Dante era ancora vivo.